# (36393) 2000 OM42
2000 OM42 (asteroide 36393) é um asteroide da cintura principal. Possui uma excentricidade de 0.19533580 e uma inclinação de 8.82678º.
Este asteroide foi descoberto no dia 30 de julho de 2000 por LINEAR em Socorro.